# أحمد محمد عبيد
أحمد محمد علي عُبَيد الهِنداسي (1967) كاتب وشاعر وأكاديمي إماراتي. ولد في دبا من إمارة الشارقة. درس الأدب العربي في جامعة الإمارات العربية المتحدة وتخرّج بها مجازًا في اللغة العربية عام 1988. ثم انتسب إلى جامعة عين شمس بالقاهرة فنال درجة الماجستير. عمل مدرّسًا للمرحلة الثانوية، ثم مدرّسًا مساعدًا في جامعة الإمارات. له دواوين شعرية ومؤلفات أدبية عديدة. تميّز بأبحاثه حول الشعر العربي الجاهلي والإسلامي.

## سيرته
ولد أحمد محمد علي عبيد الهنداسي سنة 1387 هـ/ 1967 م في دبا بإمارة الشارقة العربية. حصل على ليسانس في الآداب واللغة العربية من جامعة الإمارات سنة 1988، وبعد رسالته للماجستير في جامعة عين شمس بالقاهرة.

عمل مدرّسًا لمدة سنتين 1988-90 ثم عيّن مدرّسًا مساعدًا بجامعة الإمارات عام 1990. هو عضو اتحاد كتاب وأدباء الإمارات، وندوة الثقافة والعلوم، ورابطة الأدب الإسلامي العالمية. كمخطّطٌ ثقافيّ، عمل على مشروعات ثقافية عدة مثل المشروع الوطني لتوثيق لهجات الإمارات، المشروع الوطني لتوثيق تراث الإمارات، المشروع الوطني لتوثيق المسميات الجغرافية، مبادرة أحمد عبيد الثقافية، موسوعة المؤلفين والمحققين والمترجمين الإماراتيين.

## جوائزه
- 26 أكتوبر 2010: جائزة معرض الشارقة الدولي للكتاب، لأفضل كتاب إماراتي لمؤلف إماراتي عن كتابه بعنوان «كعب بن معدان الاشقري».[4]
- 2016: جائزة الشارقة للشعر العربي، الدورة السادسة.[5]

## مؤلفاته
من دواوينه الشعرية:
- شموع وقناديل، 1991
- مع الليل، 1993
- عاشق في زمن الغربة، 1995
- من أغاني العاشق القديم، 1998
- بقايا كلمات، 2002
- آخر القوافل، 2004
- رؤى نابضة، 2005
- همسات على أعتاب الروح، 2007
- نوار، 2010
- لحظات باقية، 2013
- وراء الظلال، 2014

من أدبه القصصي:
- خمس دقائق أخرى، 2011
- أسير المرايا، رواية

من كتبه:
- العصر الجاهلي وأدبه في مصادر التراث العربي المفقودة والمخطوطة والمطبوعة، 2000
- شعراء عمان في الجاهلية وصدر الإسلام، 2000
- دراسات في الشعر العربي القديم، 2001
- شعراء جاهليون، 2001
- في المصادر العربية، دراسات وتحقيقات، 2001
- من لقب ببيت شعر في الجاهلية والإسلام، 2001
- معجم أصنام العرب، 2005
- غرائب أخبار العرب في الجاهلية والإسلام، 2009
- معجم أدباء دولة الإمارات، 2012
- ظاهرة الإبدال في لهجات الإمارات العربية المتحدة، 2013
- النخيل في الحجاز في الجاهلية والعصور الإسلامية، 2016